# 사이타라빈
사이타라빈(Cytarabine), 시타라빈, 사이토신 아라비노사이드 (ara-C)라고도 알려져 있으며, 화학요법제로 급성 골수성 백혈병 (AML), 급성 림프성 백혈병 (ALL), 만성 골수성 백혈병 (CML), 그리고 비호지킨 림프종을 치료하는 데 사용된다. 정맥 주사 또는 피하 주사로 주사하거나 수막강내로 주사한다. 지질소포 제형이 있으며, 이는 수막 침범 림프종에서 더 나은 결과를 가져올 수 있다는 예비 증거가 있다.
흔한 부작용으로는 골수 억제, 구토, 설사, 간 문제, 발진, 구강 궤양 형성, 출혈 등이 있다. 기타 심각한 부작용으로는 의식 상실, 폐 질환, 알레르기 반응이 있다. 임신 중 사용은 태아에게 해를 끼칠 수 있다. 사이타라빈은 항대사 물질과 뉴클레오사이드 유사체 계열 약물이다. DNA 중합효소의 기능을 차단하여 작용한다.
사이타라빈은 1960년에 특허를 받았고 1969년에 의료용으로 승인되었다. 세계보건기구 필수 의약품 목록에 포함되어 있다.

## 의학적 용도
사이타라빈은 주로 급성 골수성 백혈병, 급성 림프성 백혈병 (ALL) 및 림프종 치료에 사용되며, 이곳에서는 유도 화학요법의 근간이 된다.
사이타라빈은 또한 항바이러스제 활성을 가지고 있으며, 전신성 헤르페스바이러스 감염 치료에 사용되어 왔다. 그러나 사이타라빈은 이 설정에서 그다지 선택적이지 않으며 골수 억제 및 기타 심각한 부작용을 유발한다. 따라서 ara-C는 독성 프로필로 인해 인간에게 유용한 항바이러스제가 아니다.
사이타라빈은 또한 신경계 연구에서 배양에서 신경교 세포의 증식을 조절하는 데 사용되며, 신경교 세포의 양은 신경 세포에 중요한 영향을 미친다. 최근에는 사이타라빈이 NSC-34 운동 뉴런 유사 세포주에서 강건하고 지속적인 신경 분화를 촉진하는 것으로 보고되었다. 사이타라빈은 기계적 탈착 후 신경돌기 개시 및 재생을 위해 NSC-34 세포를 프라이밍하는 데 관용적이고 불필요하며 대부분 비가역적이다.

## 부작용
사이타라빈의 고유한 독성 중 하나는 고용량 투여 시 소뇌 독성으로, 이는 운동실조로 이어질 수 있다. 사이타라빈은 과립구감소증 및 기타 신체 방어 기능 손상을 유발할 수 있으며, 이는 감염으로 이어질 수 있고, 혈소판감소증을 유발하여 출혈로 이어질 수 있다.
독성: 췌장염, 백혈구 감소증, 혈소판 감소증, 빈혈, 위장관 장애, 구내염, 결막염, 폐렴, 발열, 피부염, 손발바닥 홍반 이색증. 드물게 고용량 또는 빈번한 수막강내 Ara-C 투여 후 척수병증이 보고되었다.
고용량 프로토콜에 사용될 때 사이타라빈은 뇌 및 소뇌 기능 장애, 안과 독성, 폐 독성, 심각한 위장관 궤양 및 말초신경병증 (드물게)을 유발할 수 있다.
부작용을 방지하고 치료 효율을 개선하기 위해 다양한 유도체 (아미노산, 펩타이드, 지방산 및 인산염 포함)가 평가되었으며, 다양한 전달 시스템도 평가되었다.

## 작용 기전
사이토신 아라비노사이드는 사이토신 염기와 아라비노스 당이 결합된 형태이다. 화학명은 1β-아라비노푸라노실사이토신인 항대사제이다. 유사한 화합물이 원래 발견된 특정 해면동물은 화학 방어를 위해 아라비노사이드 당을 사용한다. 사이토신 아라비노사이드는 인간 데옥시사이토신과 충분히 유사하여 인간 DNA에 통합될 수 있지만, 세포를 죽일 만큼 충분히 다르다. 사이토신 아라비노사이드는 DNA 합성 과정을 방해한다. 그 작용 기전은 세포 주기가 S기 (DNA 합성)에 머무를 때 DNA를 손상시키는 사이토신 아라비노사이드 삼인산으로 빠르게 전환되기 때문이다. 따라서 체세포 분열을 위해 DNA 복제가 필요한 빠르게 분열하는 세포가 가장 큰 영향을 받는다. 사이토신 아라비노사이드는 또한 DNA 및 RNA 중합효소와 DNA 합성에 필요한 뉴클레오타이드 환원효소도 억제한다. 사이타라빈은 뉴클레오사이드의 당 성분을 변경한 일련의 항암제 중 첫 번째이다. 다른 항암제는 염기를 변경한다.
사이타라빈은 종종 지속적인 정맥 주입으로 투여되며, 이는 이중상 제거를 따른다. 즉, 초기 빠른 제거 속도와 그 이후의 느린 유사체 속도를 따른다. 사이타라빈은 주로 hENT-1에 의해 세포로 운반된다. 그런 다음 데옥시시티딘 키나아제에 의해 단일 인산화되어 결국 DNA 합성 중 DNA에 통합되는 활성 대사산물인 사이타라빈-5´-삼인산이 된다.
여러 저항 메커니즘이 보고되었다. 사이타라빈은 혈청에서 시티딘 탈아미노효소에 의해 비활성 우라실 유도체로 빠르게 탈아미노화된다. 사이타라빈-5´-일인산은 데옥시시티딜레이트 탈아미노효소에 의해 탈아미노화되어 비활성 우리딘-5´-일인산 유사체가 된다. 사이타라빈-5´-삼인산은 SAMHD1의 기질이다. 또한 SAMHD1은 환자에서 사이타라빈 효능을 제한하는 것으로 밝혀졌다.
항바이러스제로 사용될 때 사이타라빈-5´-삼인산은 바이러스 DNA 합성을 억제하여 작용한다. 사이타라빈은 조직 배양 중 세포에서 헤르페스바이러스 및 백시니아 바이러스 복제를 억제할 수 있다. 그러나 사이타라빈 치료는 쥐 모델에서 헤르페스바이러스 감염에만 효과적이었다.
쥐에서 Ara-CTP (사이타라빈-5'-삼인산)는 문맥 공포 조절 이벤트의 장기 기억은 아니지만 단기 기억을 차단한다. 기억 통합의 차단은 Ara-CTP가 DNA 비상동말단연결 경로를 억제하기 때문인 것으로 제안되었다. 따라서 일시적인 DNA 파괴와 그 뒤를 잇는 비상동말단연결은 사건의 장기 기억 형성에 필요한 단계인 것으로 보인다.

## 역사
카리브해 해면 Cryptotheca crypta (현재 Tectitethya crypta)에서 아라비노스 함유 뉴클레오타이드를 분리하고 이러한 화합물이 DNA 합성 사슬 종결자 역할을 할 수 있다는 깨달음은 이러한 새로운 뉴클레오타이드를 잠재적인 항암 치료제로 탐구하게 만들었다. 사이타라빈은 1959년 캘리포니아 대학교 버클리의 리처드 월윅, 월든 로버츠, 찰스 데커가 처음 합성했다.
1969년 6월 미국 식품의약국의 승인을 받았으며, 처음에는 업존에서 Cytosar-U라는 브랜드 이름으로 미국에서 판매되었다.

## 이름
ara-C (아라비노푸라노실 시티딘)라고도 알려져 있다.
- Cytosar-U
- Tarabine PFS (화이자)
- Depocyt (더 오래 지속되는 지질소포 제형)
- AraC